# Chabelo
Xavier López Rodriguez, mais conhecido como Chabelo, (Chicago, 17 de fevereiro de 1935 - 25 de março de 2023) foi um ator e comediante mexicano, conhecido por atuar em diversos filmes e séries de televisão durante as décadas de 1950 a 1970, como Chistelandia.
Seus pais são naturais do México, mas López nasceu nos Estados Unidos, e ao completar dezoito anos, ingressou no exército dos Estados Unidos e esteve pronto a participar da Guerra da Coreia, mas esta se finalizou antes.– Assim, regressou ao país de origem dos seus pais para cursar medicina. Em 1958, foi convidado a trabalhar de ajudante de palco na Televicentro, porém sua aptidão ao humor chamou a atenção dos diretores televisivos e cineastas, logo iniciou sua carreira artística.

## Morte
Chabelo morreu em 25 de março de 2023, aos 88 anos.

## Filmografia

### Televisão
- En familia con Chabelo (1968-2015)
- La criada bien criada (1970)
- El show del Loco Valdés (1971)
- El show de Alejandro Suárez (1972)
- Detective de hotel (1973-1974)
- La carabina de Ambrosio (1978)
- La cuchufleta (1995)
- La Güereja y algo más (1998)
- Cuento de navidad (1999)
- Carita de ángel (2000)
- Navidad sin fin (2001)
- La escuelita VIP (2004)
- Los simuladores (2009)

### Cinema
- Viaje a la Luna (1958)
- Chistelandia (1958)
- Nueva Chistelandia (1958)
- Vuelve Chistelandia (1958)
- El extra (1962)
- Buenas noche año nuevo (1964)
- Los reyes del volante (1964)
- Escuela para solteras (1965)
- Los dos rivales (1966)
- Autopsia de un fantasma (1968)
- La princesa hippie (1968)
- El aviso inoportuno (1968)
- Bang bang al hoyo (1970)
- Pepito y la lámpara maravillosa (1971)
- Chabelo y Pepito contra los monstruos (1973)
- Chabelo y Pepito detectives (1973)
- Los pepenadores de acá (1982)
- Macho que ladra no muerde (1984)
- Santo y Chabelo contra los malos de la catafixia (1985)
- Agente 0013: Hermelinda Linda 2 (1986)
- La tumba de Matías (1988)
- Dos machos que ladran no muerden (1988)
- Mi fantasma y yo (1988)
- Huevos de oro (1993)
- Chilindrina en apuros (1994)
- Club eutanasia (2005)
- Chicken Little (Voz) (2005
- Réquiem para Diana (2006)
- Amar (2009)
- Los simuladores
- Cartas a Elena (2011)